# Chelyoidea dohrni
Chelyoidea dohrni är en insektsart som beskrevs av Leon Fairmaire. Chelyoidea dohrni ingår i släktet Chelyoidea och familjen hornstritar. Inga underarter finns listade i Catalogue of Life.